# Bathippus molossus
Bathippus molossus là một loài nhện trong họ Salticidae.
Loài này thuộc chi Bathippus. Bathippus molossus được Tord Tamerlan Teodor Thorell miêu tả năm 1881.